# Superficie diaframmatica del cuore

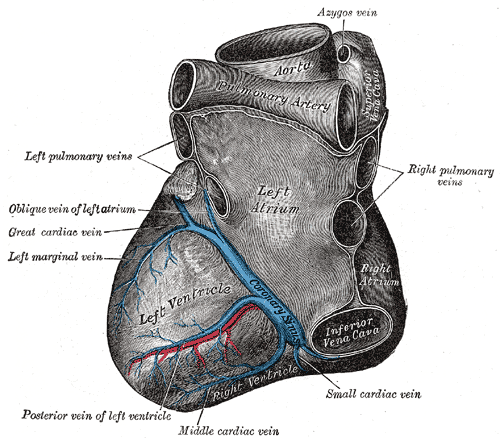
Superficie diaframmatica

La superficie diaframmatica del cuore o posteroinferiore è rivolta nettamente in basso ed è pianeggiante. È attraversata completamente, dal margine acuto a quello margine ottuso, dal solco atrioventricolare o coronario che è la continuazione diretta di quello presente nella faccia sternocostale.

## Caratteristiche
Il solco presente segna il limite fra la porzione ventricolare, più estesa, e quella atriale, situata posterosuperiormente.
Dal solco atrioventricolare si distacca, ad angolo retto, il solco interventricolare posteriore che si porta con decorso rettilineo verso l'apice del cuore, dove intacca il margine acuto e continua nel corrispondente solco anteriore.
Questo solco, corrisponde, all'interno, al setto interventricolare.

Il punto in cui il solco interventricolare posteriore lascia il solco coronario, corrisponde grosso modo al punto in cui la linea di divisione fra i due atri incrocia il solco coronario.
Su questa faccia del cuore la parte atriale è rappresentata soltanto da una piccola porzione della parete degli altri compresa fra il solco atrioventricolare e lo sbocco della vena cava inferiore (a destra) e delle vene polmonari (a sinistra).

Sulla faccia diaframmatica, ha la sua massima espansione il ventricolo sinistro, comprendente la punta del cuore, mentre il ventricolo destro occupa una parte meno estesa, dal solco interventricolare